# Kaple svatého Mikuláše (Kladno)
Kaple svatého Mikláše v Rozdělově je kaple v kladenské městské části Rozdělov. Stojí na náměstí Jana Opletala a památkově chráněná je od 3. června 1991.
Jedná se o obdélnou plochostropou kapli s lizénovými rámci, zrekonstruovanou v roce 2001. Je zasvěcená svatému Mikuláši. Má zvoničku, v nadpraží je uveden letopočet 1802. Před ní stojí tři památné Rozdělovské lípy — 200 let staré lípy malolisté vysoké osmnáct metrů.